# Вртлиновец
Вртлиновец је насељено место у саставу града Вараждинске Топлице у Вараждинској жупанији, Хрватска. До територијалне реорганизације у Хрватској налазио се у саставу старе општине Нови Мароф.

## Становништво
На попису становништва 2011. године, Вртлиновец је имао 349 становника.

## Попис1991.
На попису становништва 1991. године, насељено место Вртлиновец је имало 312 становника, следећег националног састава:
| Попис 1991.‍ | Попис 1991.‍ | Попис 1991.‍ | Попис 1991.‍ | Попис 1991.‍ |
| ----------- | ----------- | ----------- | ----------- | ----------- |
|             |             |             |             |             |
| Хрвати      | Хрвати      |             | 308         | 98,71%      |
| Југословени | Југословени |             | 1           | 0,32%       |
| Словенци    | Словенци    |             | 1           | 0,32%       |
| Срби        | Срби        |             | 1           | 0,32%       |
| Црногорци   | Црногорци   |             | 1           | 0,32%       |
| укупно: 312 |             |             |             |             |